# Adolf Wölfli

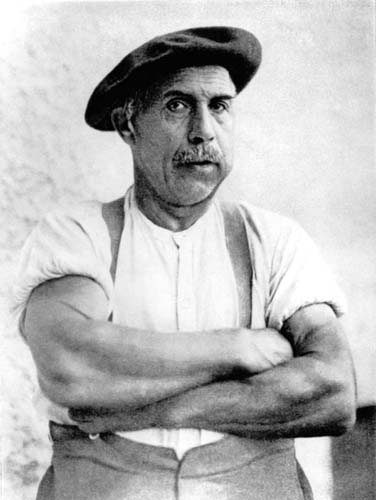
Adolf Wölfli (um 1920)

Adolf Wölfli (* 29. Februar 1864 in Bowil bei Bern; † 6. November 1930 in der Waldau in Bern) war ein Schweizer bildender Künstler, Komponist und Schriftsteller.

## Leben

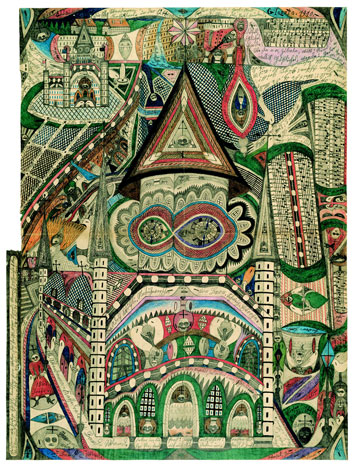
Die Skt-Wandanna-Kathedrale in Band-Wand, 1910

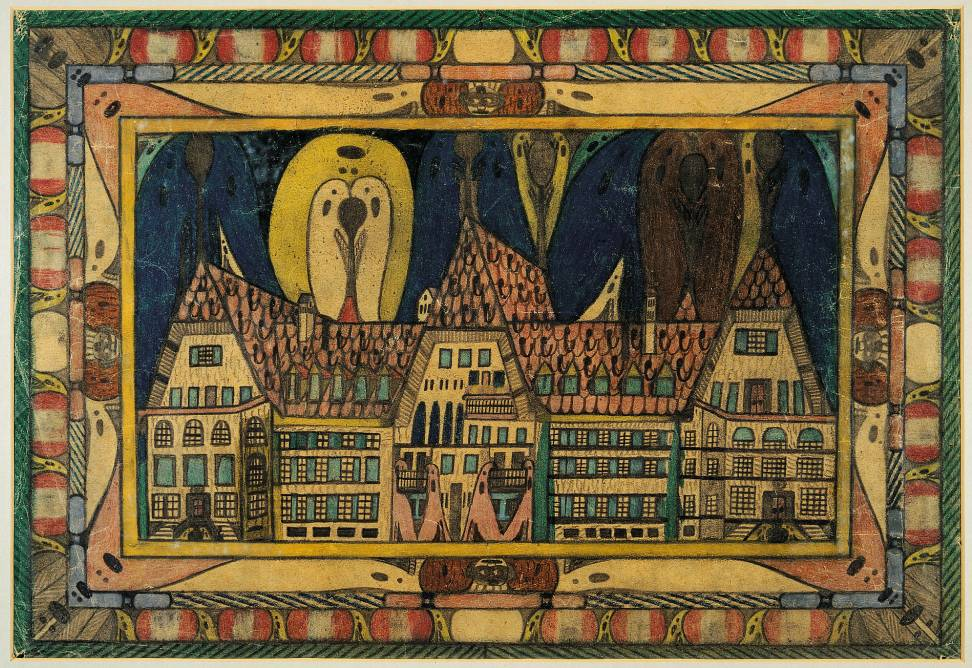
Heilanstalt Waldau, Gemälde von Adolf Wölfli, 1921

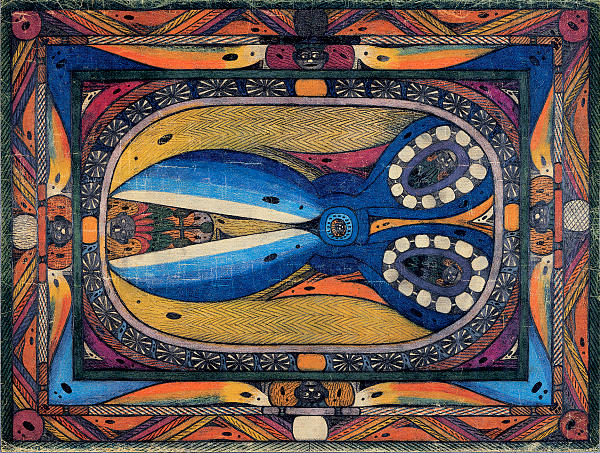
Schähren=Hall und Schährer=Skt. Adolf=Ring, 1926

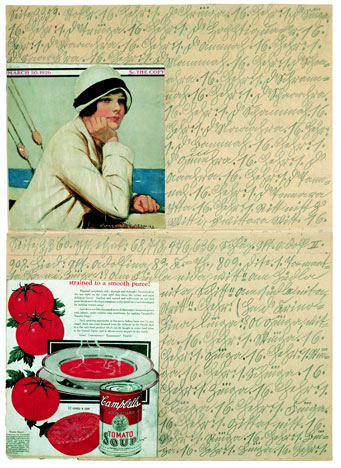
Campbell’s Tomato Soup, Collage, 1929

Wölfli wurde als jüngstes von sieben Kindern geboren. Der alkoholkranke Vater verliess 1870 die Familie, die Mutter starb 1873. Als Halbwaise musste sich Adolf Wölfli unter schwierigen, lieblosen Bedingungen als Verdingbub bei verschiedenen Bauernfamilien in Schangnau seinen Lebensunterhalt verdienen, später als Knecht oder Handlanger. 1890 wurde er wegen versuchter Vergewaltigung an einem 5- und einem 14-jährigen Mädchen zu zwei Jahren Zuchthaus verurteilt. Als er drei Jahre nach seiner Entlassung rückfällig wurde, ordnete man eine Untersuchung seiner Zurechnungsunfähigkeit an. In der Psychiatrischen Klinik Waldau bei Bern wurde die Diagnose Schizophrenie gestellt.
Wölfli lebte von 1895 bis zu seinem Tode in der Nervenheilanstalt Waldau. Während seines 35-jährigen Aufenthalts schuf er ein umfassendes Werk aus rund 1460 Zeichnungen, etwa 1560 Collagen und 25000 zu Heften gebundenen Seiten mit Erzählungen, Gedichten und Musikkompositionen. Das produktive Werk entstand überwiegend in einer 7-Quadratmeter-Kammer mit Bunt- und Bleistiften auf dünnem, holzhaltigem Makulaturpapier. Geschildert wurden Eindrücke aus Schangnau, Bern, der Waldau und dem Emmental, den einzigen Orten, die Wölfli kennengelernt hatte. Er gilt als einer der wichtigsten Vertreter der Art brut bzw. Outsider Art.
Der früher als Assistenz- und als Oberarzt an der Waldau tätige Psychiater Walter Morgenthaler widmete ihm 1921 das Buch Ein Geisteskranker als Künstler, das erstmals einen an Schizophrenie leidenden Patienten als Künstler ernst nahm. Erst lange nach seinem Tod wurde sein bildnerisches und dichterisches Werk, das sich gängigen ästhetischen Kategorien entzieht, einem breiteren Publikum bekannt. Der französische Maler Jean Dubuffet stellte 1948 120 Zeichnungen Wölflis in der Compagnie de l’Art Brut in Paris aus; auf der Documenta 5 in Kassel 1972 wurde ihm der Bereich Bildnerei der Geisteskranken gewidmet. Die Präsentation seines Werks auf der Documenta 5, kuratiert von Harald Szeeman, hatte einen grossen Einfluss auf die öffentliche Wahrnehmung von Wölflis Schaffen. In Bern entstand deshalb 1972 die Arbeitsgruppe Wölfli, auf die auch die Überführung der Werke ans Kunstmuseum Bern und die Gründung der Adolf-Wölfli-Stiftung zurückzuführen ist.
Wölflis Nachlass wird seit 1975 in der Adolf-Wölfli-Stiftung im Kunstmuseum Bern verwahrt, wissenschaftlich bearbeitet und ausgestellt. Die erste Kuratorin war Elka Spoerri, deren Kataloge als Standardwerke eingestuft werden. Zur Sammlung gehört eine Collage aus dem Jahr 1929, die lange vor Andy Warhols bekanntem Werk von 1962 die Dose von Campbell’s Tomato Soup zeigt. Weitere Werkgruppen von Adolf Wölfli befinden sich in der Collection de l’Art Brut in Lausanne, im Psychiatrie-Museum Bern, im Kunstmuseum Basel, im Kunstmuseum St. Gallen, im Kunstmuseum Thurgau, im Kunsthaus Zug, im Aargauer Kunsthaus in Aarau, im Museum im Lagerhaus in St. Gallen, in der Sammlung Prinzhorn in Heidelberg, in der Sammlung Zander in Köln, dem Centre Pompidou in Paris und im American Folk Art Museum in New York.
Wölflis Grab auf dem Berner Schosshaldenfriedhof ist inzwischen aufgehoben.

## Ausstellungen (Auswahl)
(Quelle: )
- La Donation d'art brut Bruno Decharme, Centre Pompidou, Paris (23.6. – 30.11.21).
- 27 Künstler, 209 Werke. Sammlung Zander, Bönnigheim (23.3. – 28.8.16).
- Kopfwelten. Adolf Wölfli, Sammlung Essl, Klosterneuburg (25.10. – 9.12.01).
- Adolf Wölfli: Memorandrumm (1926), Kunstmuseum Bern (8.–11.00).
- André Breton, la baute convulsive, Centre Pompidou, Paris (25.4. – 26.8.91), Centro de Arte Reina Sofía, (2.10. – 2.12.91).
- Adolf Wölfli. Dessinateur – Compositeur, Centre Culturel Suisse, Paris (26.4. – 26.5.91), Collection de l’Art Brut, Lausanne (27.6. – 31.8.91), Musée Picasso, Antibes (2.10. – 31.10.91), Museum im Lagerhaus, St. Gallen (15.11.91 – 8.2.92), Kunstmuseum Bern, Schweiz (3.3. – 20.4.92).
- Adolf Wölfli. Zeichnungen 1904–1906, Städel Museum, Frankfurt am Main (19.3.–10.5.87).
- Adolf Wölfli 1864–1930, Städtische Galerie im Lenbachhaus, München (20.11.85 – 19.2.86).
- Adolf Wölfli, Kunstmuseum Bern (9.6 – 5.9.76), Kestner Gesellschaft, Hannover (1.10. – 21.11.76), Württembergischer Kunstverein, Stuttgart (2.12.76 – 15.1.77), Moderna Museet, Stockholm (21.1. – 6.3.77), Stedelijk Museum Amsterdam (18.3. – 1.5.77), Palais des Beaux-Arts, Brüssel (13.5. – 26.6.77), Museum des 20. Jahrhunderts, Wien (9.1. – 4.12.77), Kulturhaus Graz (7.12.77 – 28.1.78), Busch-Reisinger Museum, Cambridge (6.9. – 21.1.0.78), Museum of Contemporary Art, Chicago (18.11.78 – 7.1.79), Art Center, Des Moines (22.1. – 4.3.79), Institute of Contemporary Arts, London (10.5. – 26.6.79), Centre Pompidou, Paris (30.1. – 15.4.80).
- documenta 5. Befragung der Realität – Bildwelten heute, Kassel (30.6. – 8.10.72).

## Veröffentlichte Werke
- Von der Wiege bis zum Graab, 2 Bände, S. Fischer Verlag, Frankfurt am Main 1986
- Geographisches Heft No. 11, Schriften 1912–1913, Hatje, Stuttgart, 1991

## Vertonungen
Seine eigenen Kompositionen haben sich als aufführbar erwiesen, obwohl die Art seiner Notierung von der herkömmlichen abweicht. Aufgrund einer Fotografie von Wölfli mit einer papiernen, selbst gebastelten Trompete ist auch bekannt, dass er sich bemühte, seine Kompositionen vorzuspielen. Auch bezeichnete er sich selber in einer seiner Identitäten als Componist.
Daneben hat sein Gedicht-Material mittlerweile zahlreiche Komponisten zu weiteren Vertonungen angeregt, darunter:
- Wolfgang Rihm: Wölfli-Liederbuch für Bassbariton und Klavier (1980); Orchesterfassung 1981
- Georg Friedrich Haas: Kurzoper Adolf Wölfli (1981)
- Per Nørgård: Oper Der göttliche Tivoli (1983)
- Graeme Revell: Nurse With Wound And Déficit Des Années Antérieures – Necropolis, Amphibians & Reptiles – The Music Of Adolf Wölfli (1986)
- Karlheinz Essl: Sound/Video/Performance ALLgebrah. Eine Kopfwelt (2001) – gemeinsam mit der Videokünstlerin Michaela Grill
- Bernhard Gál: Hinaus: In den, Wald. (Klanginstallation, 2001); (CD-Fassung, 2004)
- Georges Aperghis: Wölfli-Kantata (2005); CD 2014 mit den Neuen Vocalsolisten Stuttgart.
- Walter Feldmann: Unsichtbahr Text, Wolfs – Allgebrah für 8 Instrumente (2015–16)

Weitere Vertonungen sind auf der Website der Adolf-Wölfli-Stiftung zu finden.

## Theaterproduktionen zu Adolf Wölfli (Auswahl)
- Von der Wigga bis zum Graab, Regie: Matthias Weigold, Test Theater, Tournee durch BRD, Italien, Schweiz, Österreich, 1978–1980.
- Adolf Wölfli in New York, Regie: Lukas Bangerter, Theaterhaus Jena, 1999
- Ad Wölfli – Porträt eines produktiven Unfalls, Regie: Ruedi Häusermann, Theater Basel
- BEYOND – Inside the Mind of Adolf Wölfli, Regie: Markus Zohner, Markus Zohner Arts Company, Uraufführung: 17. November 2023, Lugano / Schweiz. Internationale Tournée.[9]